# Limnophora aureoapicis
Limnophora aureoapicis este o specie de muște din genul Limnophora, familia Muscidae, descrisă de Shinonaga în anul 2007.
Este endemică în Pakistan. Conform Catalogue of Life specia Limnophora aureoapicis nu are subspecii cunoscute.